# Stefan (Boca)
Stefan, nazwisko świeckie Boca (ur. 1916 w Jospidole, zm. 4 lutego 2003 w monasterze Žiča) – biskup Serbskiego Kościoła Prawosławnego.

## Życiorys
Ukończył seminarium duchowne w Sarajewie, a następnie Wydział Teologiczny Uniwersytetu Belgradzkiego. W latach 1940–1955 pracował w Kragujevcu jako katecheta i diakon biskupa šumadijskiego Waleriana. Od 1955 wykładał w seminarium duchownym św. Sawy w Belgradzie. Przez kolejne trzy lata podyplomowo studiował teologię w Canterbury.
10 lipca 1959 złożył wieczyste śluby mnisze przed patriarchą serbskim Germanem w monasterze Rakovica. Dwa dni później został wyświęcony na hieromnicha, następnie otrzymał godność archimandryty. W tym samym roku otrzymał nominację na biskupa dalmatyńskiego. Chirotonię biskupią przyjął 9 sierpnia 1959 w soborze w Belgradzie.
W momencie przyjazdu biskupa do eparchii dalmatyńskiej pracę duszpasterską prowadziło w niej jedynie dziewięciu duchownych. Biskup Stefan zaangażował się w odbudowę działalności struktur eparchii, m.in. reaktywował seminarium duchowne przy monasterze Krka. Opublikował pięć tomów swoich homilii.
W 1978 przeniesiony na katedrę žicką, urząd biskupa žickiego sprawował do śmierci w 2003.